# Clermont-Soubiran
Clermont-Soubiran är en kommun i departementet Lot-et-Garonne i regionen Nouvelle-Aquitaine i sydvästra Frankrike. Kommunen ligger i kantonen Puymirol som tillhör arrondissementet Agen. År 2022 hade Clermont-Soubiran 405 invånare.

## Befolkningsutveckling
Antalet invånare i kommunen Clermont-Soubiran
| Referens: INSEE |